# Pierre Restany
Pierre Restany (24. června 1930, Amélie-les-Bains-Palalda, Pyrénées-Orientales – 29. května 2003, Paříž) byl francouzský výtvarný kritik a filosof.

## Život a dílo
Dětství prožil v Casablance, kde jeho otec podnikal. Do Francie se vrátil roku 1949 a absolvoval lyceum Henri IV. Studoval dějiny umění a estetiku na univerzitách ve Francii, Itálii a Irsku a obdržel titul bakaláře umění. Ve svých prvních recenzích, zejména pro revui Cimaise, se kterou spolupracoval od roku 1952, hájil mimo jiné malíře Jeana Fautriera. Od roku 1956 se přátelil s Yvesem Kleinem a podporoval ho v jeho experimentech.
Razil pojem Nový realismus (Nouveau réalisme), který znamenal novou definicí humanismu tváří v tvář průmyslové expanzi a deklaroval také nový přístup k vnímání reality. Reagoval zejména na americký abstraktní expresionismus a evropskou lyrickou abstrakci. V roce 1960 založil v Paříži a Miláně skupinu Nouveaux réalistes, jejímiž členy se stali Arman, François Dufrêne, Raymond Hains (opustil skupinu krátce po založení), Martial Raysse, Daniel Spoerri, Jean Tinguely, Jacques Villeglé. Později se připojili také César, Mimmo Rotella, Niki de Saint Phalle, Gérard Deschamps a Christo.
V letech 1960-1963 uspořádal kolem dvaceti skupinových výstav. Od roku 1963 působil v časopisu o umění a architektuře Domus a žil a pracoval střídavě v Paříži a Miláně. Od roku 1968 vydával čtvrtletník Ars. Byl celkem čtyřikrát ženatý. V letech 1961 - 1967 Galerie J, vedená jeho druhou ženou Jeannine de Goldschmidt-Rothschild, vystavovala mezinárodní umění (Cy Twombly) a její výstavy ovlivnily tvorbu amerických umělců (Jasper Johns, Robert Rauschenberg).
Na počátku 70. let se zajímal o "sociologické umění" v pojetí skupiny "Sociological Art Collective". Po setkání s Dani Karavan na Benátském bienále roku 1976 se zabýval funkcí umění ve městě. V první polovině roku 1978 publikoval sérii článků v časopise Domus o historii deviantní funkce v současném umění od futurismu a dada po konceptuální umění. Během cestě do Amazonie v létě téhož roku prožil emocionální šok a začal se zabývat novou definicí vztahu přírody a kultury.
V letech 1984-85 se na pozvání Maria Grazia Mazzocchi podílel na založení milánské Akademie Domus, postgraduálního výzkumného ústavu módy a designu a stal se ředitelem italského časopisu D´Ars. Byl členem organizačního výboru olympiády umění, uměleckého programu spojeného s olympijskými hrami v Seoulu, který vybral v letech 1987-1988 celkem 200 uměleckých děl pro stálou expozici v Olympijském parku.
Roku 1999 se stal presidentem "Site de création contemporaine du Palais de Tokyo" v Paříži, určeného podpoře nově se rodící umělecké tvorby. V roce 2001 uspořádal v New Yorku výstavu s názvem Politická ekologie a v následujícím roce se podílel na výstavě Paris: capital of the arts 1900-1968 v Londýně (Royal Academy, kurátorka Sarah Wilson). Zemřel během příprav na otevření francouzského kulturního centra v Miláně.

### Podpora českého moderního umění
Pierre Restany se poprvé zastavil v Československu cestou z mezinárodního kongresu kritiků umění AICA v Polsku roku 1960. Během pobytu v Praze navštívil některé ateliéry a publikoval pak články o českém moderním umění v časopisech Cimaise a Kunstwerk. Udržoval kontakty s českými umělci a svými kritickými články ovlivnil i výběr československých umělců pro Bienále v Paříži roku 1965, které znamenalo mezinárodní úspěch. Tři z nich byli oceněni (Aleš Veselý, Cena kritiky, Alena Kučerová, cena za grafiku, Bedřich Dlouhý, Cena poroty). Restany přispíval až do roku 1969 články do časopisů Výtvarné umění a Výtvarná práce. V 80. letech navštívil Aleše Veselého ve Středoklukách a vybral sochu Testimony pro sochařský park, zřízený v Seoulu při příležitosti Olympijských her 1988.